# Marty Morell
Marty Morell (né le 25 février 1944 à Manhattan) est un batteur et percussionniste américain.

## Biographie
Marty Morell a étudié les percussions à la Manhattan School of Music puis à la Juilliard School of Music.
Il a ensuite mené une carrière comme batteur de jazz, accompagnant, entre autres, Al Cohn, Zoot Sims, Red Allen, Gary McFarland, Steve Kuhn et Gábor Szabó.
De 1968 à 1974, il a été le batteur du trio du pianiste Bill Evans.
Il s’est installé ensuite à Toronto pour y mener une carrière de musicien de studio, travaillant pour la télévision, le cinéma et participant à de nombreuses séances d’enregistrement « tous styles confondus ». Il a mené en parallèle une carrière de percussionniste « classique ».
En 1998, de retour aux États-Unis, il a travaillé à New York comme percussionniste pour des comédies musicales de Broadway.
Il habite actuellement[Quand ?] en Floride. Il se consacre maintenant essentiellement au jazz et à l’enseignement.

## Sources
- http://www.billevanswebpages.com/morellintview.htm
- http://www.myspace.com/martymorell